# 四川交响乐团

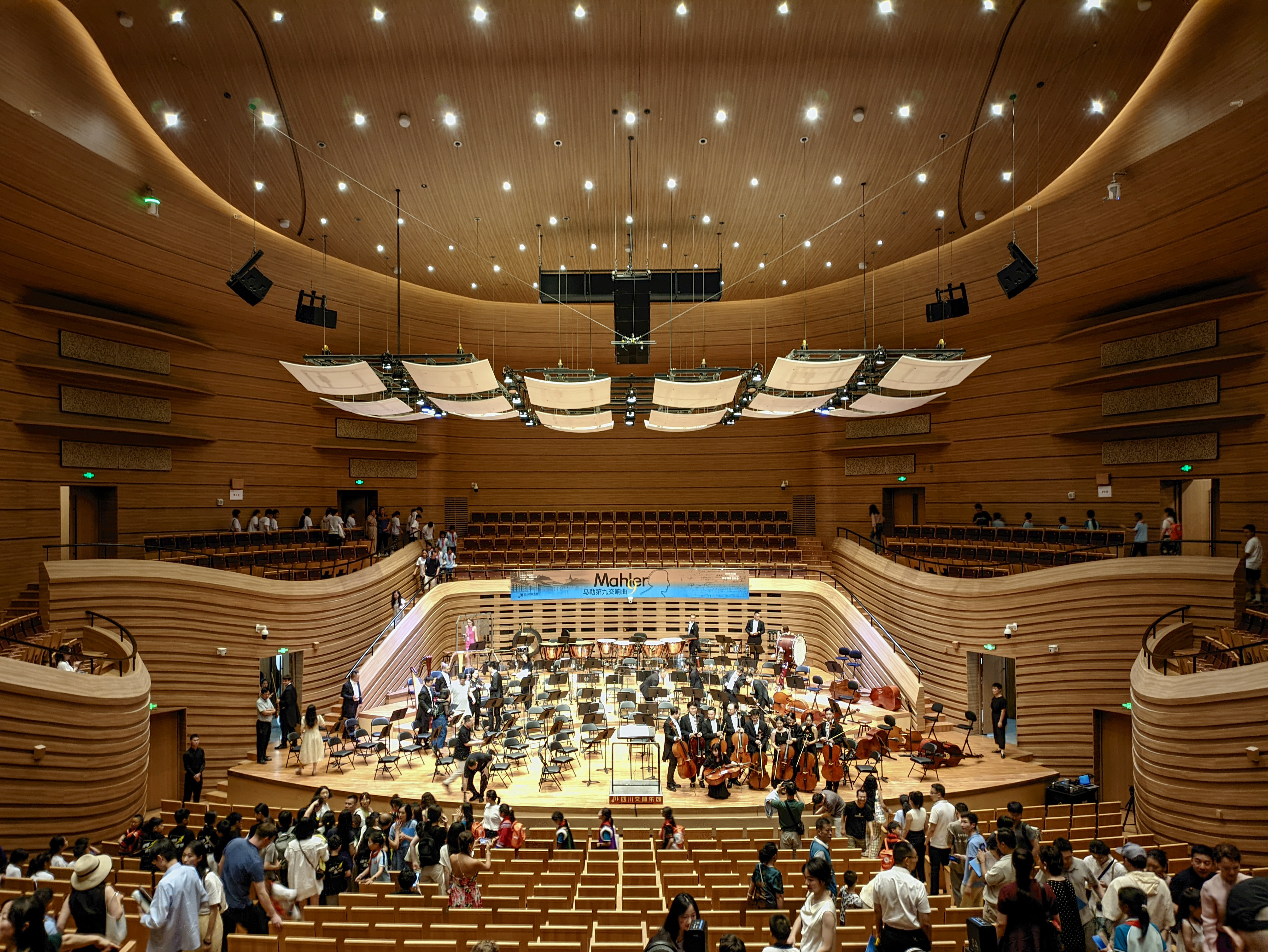
四川交响音乐厅内部

四川交响乐团（英語：Sichuan Symphony Orchestra，缩写：SSO）是中国四川省成都市的一支交响乐团，成立于2002年。现任团长吴灵峰，艺术总监及首席指挥洪毅全。

## 历史
1953年四川省歌舞团建立（1985年改为四川省歌舞剧院），同时组建的为歌舞剧伴奏的乐队即四川交响乐团的前身。在2002年的院团改革中，该伴奏乐队成立为四川交响乐团。2012年，在国有文艺院团体制改革的背景下，四川交响乐团从四川省歌舞剧院分离出来，成为独立的文化事业单位。
2016年12月起，新加坡指挥家洪毅全（Darrell Ang）担任艺术总监及首席指挥。
2019年9月，四川交响乐团与成华区达成合作，成都市华林小学更名为四川交响乐团附属小学，并计划以该校为基地建立四川交响乐团附属青少年乐团。
2024年5月10日与咸信益、吕思清合作举办的《梁祝》与《布兰诗歌》音乐会中，驻团音乐厅四川交响音乐厅首次启用。